# Léon de Milloué
Léon Joseph Milloué, dit Léon-Joseph de Milloué, né le 30 juin 1842 à Colmar (Haut-Rhin), mort à Gassicourt (commune rattachée aujourd'hui à Mantes-la-Jolie) le 29 janvier 1925, est un orientaliste et historien des religions indiennes français. il a été directeur et conservateur du musée Guimet, d'abord à Lyon, puis à Paris à partir de 1886.

## Œuvres
- Précis d'histoire des religions. Première partie. Religions de l'Inde, par L. de Milloué, Paris, E. Leroux, 1890 (BNF 30949241, lire en ligne)
- Le Bouddhisme dans le monde, origine, dogmes, histoire  (préf. Paul Regnaud), 1893 (BNF 32561046, lire en ligne)
- Le Brahmanisme, Paris, coll. « Les Religions des peuples civilisés », 1905 (BNF 30949227, lire en ligne)
- BOD-YOUL ou TIBET : le paradis des moines, Paris, E. Leroux, coll. « Annales du Musée Guimet » (no 12), 1906 (BNF 30949223, lire en ligne)
- Bouddhisme, Paris, E. Leroux, 1907 (BNF 30949225, lire en ligne)

Traductions
- Emil Schlagintweit (trad. de l'anglais par Léon de Milloué), Le Bouddhisme au Tibet : précédé d’un résumé des précédents systèmes bouddhiques dans l’Inde [« Buddhism in Tibet »], 1881 (lire en ligne)
- Paul Carus (trad. de l'anglais par Léon de Milloué), L'Évangile du Bouddha : raconté d'après les anciens documents par Paul Carus [« The gospel of Buddha »], 1902 (BNF 30949244, lire en ligne)